# Papo Animado com Marcelo Tas
Papo Animado com Marcelo Tas foi um talk show brasileiro que mistura live-action com animação foi produzido pelo Cartoon Network. A série trazia Marcelo Tas como o apresentador principal que entrevista personagens e desenhos animados do Cartoon Network. Sua estreia aconteceu em 1 de setembro de 2014. Uma segunda temporada foi anunciada, antes da sua estreia no canal.
 Uma terceira temporada estreou no dia 7 de novembro de 2016. 

## Sinopse
Marcelo Tas é o apresentador de um programa de talk show que entrevista personagens do Cartoon Network. A cada episódio, Marcelo Tas conversa e entrevista cada um dos desenhos animados mais queridos do canal, no qual cada um deles revelam cada aventura marcante de suas vidas. Cada episódio dura cerca de 3 minutos.

## Episódios

### Resumo
| Temporada | Temporada | Episódios | Exibição no Brasil    | Exibição no Brasil     |
| Temporada | Temporada | Episódios | Estreia de temporada  | Final de temporada     |
| --------- | --------- | --------- | --------------------- | ---------------------- |
|           | 1         | 6         | 1 de setembro de 2014 | 29 de setembro de 2014 |
|           | 2         | 6         | 4 de maio de 2015     | 18 de maio de 2015     |
|           | 3         | 5         | 7 de novembro de 2016 | 11 de novembro de 2016 |

### 1ª Temporada (2014)
| ## | # | Título              | Estreia no Brasil      |
| --- | - | ------------------- | ---------------------- |
| 1 | 1 | "Rei Gelado"        | 1 de setembro de 2014  |
| Rei Gelado, da série Hora de Aventura, chega no palco do Marcelo Tas cantando sua mais nova canção para o lançamento do seu primeiro disco solo: Eu Sou Gelado.   |   |                     |                        |
| 2 | 2 | "Macaco Loco"       | 2 de setembro de 2014  |
| Macaco Loco, da série As Meninas Superpoderosas, fala com Marcelo Tas sobre como todos os seus planos são arruinados pelas Meninas Superpoderosas.                |   |                     |                        |
| 3 | 3 | "Rigby"             | 8 de setembro de 2014  |
| Rigby, o guanixim da série Apenas um Show, aparece falando com Marcelo Tas a respeito do seu novo livro chamado: Fazendo um Favorzão pro Mundo.                   |   |                     |                        |
| 4 | 4 | "Mônica"            | 15 de setembro de 2014 |
| Mônica, da série Turma da Mônica, fala com Marcelo Tas sobre como sua toda a sua carreira surgiu no Brasil.                                                       |   |                     |                        |
| 5 | 5 | "Ricardo Watterson" | 22 de setembro de 2014 |
| Ricardo Watterson, da série O Incrível Mundo de Gumball, chega no set de Marcelo Tas fazendo a maior bagunça e ainda fala sobre sua especialidade em embromações. |   |                     |                        |
| 6 | 6 | "Jake, O Cão"       | 29 de setembro de 2014 |
| Jake, o cachorro da série Hora de Aventura, faz pegadinhas com Marcelo Tas e ainda fala sobre como tentou impressionar os pais de sua namorada, Lady Íris.        |   |                     |                        |

### 2ª Temporada (2015)
Em agosto de 2014, uma segunda temporada foi anunciada pelo Cartoon Network. A sua estreia aconteceu dia 4 de maio de 2015.
| ## | # | Título            | Estreia no Brasil  |
| --- | - | ----------------- | ------------------ |
| 7 | 1 | "Princesa Jujuba" | 4 de maio de 2015  |
| Princesa Jujuba, da série Hora de Aventura, fala com Marcelo Tas sobre como ela cuida do seu Reino Doce, revela o seu apelido e ainda revela alguns interesses amorosos. |   |                   |                    |
| 8 | 2 | "Clarêncio"       | 7 de maio de 2015  |
| Clarêncio, da série Clarêncio, o Otimista, vira todo o set de Marcelo Tas de cabeça para baixo com seu entusiasmo e ele ainda fala sobre como ele curte sua vida com os seus amigos.                                                                                                   |   |                   |                    |
| 9 | 3 | "Steven"          | 8 de maio de 2015  |
| Steven, da série Steven Universo, fala com Marcelo Tas sobre as Crystal Gems e ainda canta com ele, a canção da fusão Opal de Pérola e Ametista: A Mulher Gigante. |   |                   |                    |
| 10 | 4 | "Musculoso"       | 12 de maio de 2015 |
| Musculoso, da série Apenas um Show, revela para Marcelo Tas o seu talento de piadista, que mais tarde, faz Musculoso revelar tudo o que sente pela sua mãe. |   |                   |                    |
| 11 | 5 | "Irmão do Jorel"  | 14 de maio de 2015 |
| Irmão do Jorel, da série Irmão do Jorel, fala com Marcelo Tas sobre como ele tenta ser conhecido pelas pessoas e ainda brinca com o apresentador com uma troca de lugares fazendo o Irmão do Jorel ter o papel de entrevistador e o Marcelo Tas ter o papel de seu convidado especial. |   |                   |                    |
| 12 | 6 | "Gumball"         | 18 de maio de 2015 |
| Gumball, da série O Incrível Mundo de Gumball, entra no set falando com Marcelo Tas sobre o lançamento de seu grande desafio para o apresentador: um campeonato de respiração. |   |                   |                    |

### 3ª Temporada (2016)
A terceira temporada estreou no dia 7 de novembro de 2016.  Nesta nova temporada, Marcelo Tas contrata a Princesa Caroço, de Hora de Aventura, como a sua assistente de produção e ainda entrevista uma versão em desenho animado de si mesmo, além disso, ele continua entrevistando os personagens do Cartoon Network.
| ## | # | Título            | Estreia original       |
| --- | - | ----------------- | ---------------------- |
| 13 | 1 | "Mordecai"        | 7 de novembro de 2016  |
| Mordecai, da série Apenas um Show, aparece no palco do Marcelo Tas para fazer entrevistas, mas são interrompidos por causa dos ajustes nos cenários feitos pela Princesa Caroço. No final, Mordecai e Marcelo Tas jogam videogame juntos no set. |   |                   |                        |
| 14 | 2 | "Lady Íris"       | 8 de novembro de 2016  |
| Marcelo Tas recebe a Lady Íris de Hora de Aventura em seu show, mas logo depois, Marcelo Tas se enrola no set, devido ao acidente da Princesa Caroço de traduzir as falas da convidada.                                                          |   |                   |                        |
| 15 | 3 | "Titio Avô"       | 9 de novembro de 2016  |
| Titio Avô, da série Titio Avô, causa a maior confusão no set de Marcelo Tas. |   |                   |                        |
| 16 | 4 | "Ursos Sem Curso" | 10 de novembro de 2016 |
| Os ursos Pardo, Panda e Polar, da série Ursos sem Curso, conversam com Marcelo Tas pelo computador, quando na verdade, eles estavam o tempo todo sendo entrevistados dentro do palco do seu set.                                                 |   |                   |                        |
| 17 | 5 | "Tas 2.0"         | 11 de novembro de 2016 |
| Marcelo Tas terá o maior desafio de entrevistar uma versão em desenho animado de si mesmo. |   |                   |                        |

## Versão Latinoamericana
Em 12 de outubro de 2015, o reality-show brasileiro ganhou uma versão adaptativa no Cartoon Network da América Latina sendo nomeada em espanhol como Ping Pong Animado, porém, trocando o apresentador brasileiro Marcelo Tas por dois apresentadores latinos diferentes, entre eles, Sebastián Wainraich (para o público argentino) e Eva de Metal (para o público mexicano), ambos protagonizam as entrevistas. Diferente da versão brasileira que foi mais diversificada pois apresentava todos os personagens no programa de Marcelo Tas, o da versão latina não apresentava muitos personagens presentes nas entrevistas de Wainraich e Metal, sendo que os únicos convidados são: Musculoso, Clarêncio, Steven, Gumball e Irmão do Jorel que marcaram presença na segunda temporada do programa de Marcelo Tas.